# L'Assassin (roman de Simenon)
Pour les articles homonymes, voir L'Assassin.
L'Assassin est un roman policier belge de Georges Simenon, paru en 1937.
Le roman se déroule en 1937 à Sneek (Frise néerlandaise) et à Amsterdam. 

## Résumé
Un mardi de janvier, à Amsterdam, Hans Kupérus ne se rend ni à la réunion des médecins de l'Association de biologie ni chez sa belle-sœur, comme il en a depuis longtemps l'habitude ; il rôde dans la ville enneigée, achète un revolver et rentre chez lui, à Sneek, le jour même : il a décidé d'assassiner sa femme et l'amant de cette dernière, Schutter, puis de se suicider. Les deux premiers points de ce programme sont réalisés dans la soirée, près du bungalow isolé où l'irrésistible M. de Schutter amène ses conquêtes. Mais Kupérus ne se suicidera pas : il se rend au café Onder de Linden où il rencontre, comme chaque soir, les notables de l'endroit, pour qui le jeu de billard est devenu presque une cérémonie ; puis, il rejoint son domicile où il couche avec la servante, Neel. Les jours suivants, Kupérus joue la comédie de celui dont la femme a disparu et poursuit ses relations avec Neel, laquelle cache dans la maison, depuis cinq mois, le vagabond allemand Karl Vorberg : on apprendra plus tard qu'il est, lui aussi, un assassin. Par souci de tranquillité, Kupérus envoie Vorberg à Amsterdam, où il lui assure la subsistance. 
Le 2 février, les corps de l'épouse et de l'amant sont retrouvés. On soupçonne Kupérus, mais on n'a aucune preuve contre lui. Le voici enfermé dans sa solitude, ne sachant pas ce que pensent les gens, ce que pense Neel ; il aperçoit sa vie comme un vide, comme une « absence de vie ». Ses anciens amis lui conseillent de quitter Sneek ; il n'en fait rien, affiche sa liaison avec Neel, rejette tout conformisme : ce qu'il a tué, n'est-ce pas son ancienne vie aux habitudes bien réglées seulement à cause de cinquante centimes ? Nous retrouvons Kupérus en juillet ; il est resté à Sneek où personne ne lui parle plus, hormis Neel qui a pris peu à peu la place de son épouse. Kupérus sait maintenant que tout le monde rêve de s'échapper ; lui s'est échappé, mais il est revenu, effrayé par le vide. Il ressasse le passé, tandis que Neel lorgne patiemment son héritage, refusant de l'empoisonner, comme l'a suggéré Karl Vorberg.

## Aspects particuliers du roman
Le point de vue adopté est le plus souvent celui du héros, technique accentuée encore par de fréquents monologues intérieurs. Le temps est concentré dans les premiers chapitres : trois jours pour l’assassinat et ses conséquences immédiates. Les derniers chapitres sont nettement plus distendus à cet égard (six mois) : l’aspect psychologique prend alors beaucoup plus d’importance que l’action.

## Personnages
- Hans Kupérus, Hollandais. Médecin. Marié, pas d’enfants. 45 ans.
- Neel, servante de Hans Kupérus.
- Karl Vorberg, amant de Neel.

## Éditions
- Édition originale : Gallimard, 1937
- Folio Policier n° 61, 1999  (ISBN 978-2-07-040808-5)
- Tout Simenon, tome 20, Omnibus, 2003  (ISBN 978-2-258-06105-7)
- Romans durs, tome 2, Omnibus, 2012  (ISBN 978-2-258-09356-0)
- Romans durs, tome 2, Omnibus, 2023  (ISBN 978-2-258-20259-7)

## Adaptation
- Der Mörder, film d'Ottokar Runze, 1979. Avec Gerhard Olschewski, Marius Müller-Westernhagen et Uta Hallant.

## Source
- Maurice Piron, Michel Lemoine, L'Univers de Simenon, guide des romans et nouvelles (1931-1972) de Georges Simenon, Presses de la Cité, 1983, p. 56-57  (ISBN 978-2-258-01152-6)